# Stereomontage
Een van de grote problemen met stereofotografie is de montage.
Een stereofoto bestaat uit twee vrijwel identieke foto's. Deze moeten met twee ogen bekeken worden en daarbij precies even hoog staan. Bovendien mag de zijdelingse afwijking niet te groot zijn.
De meeste stereofotografen maken dia's. Ze worden ingeraamd in twee gewone diaraampjes (buitenmaat 50 x 50 mm) of een gestandaardiseerd stereoraampje (41 x 101 mm).

## Werkwijze
Bij de montage legt men de raampjes op een lichtbak en daarop de twee stukjes film. In het bovenvlak van de lichtbak zijn een aantal horizontale lijnen gekrast. De fotograaf vergelijkt met een vergrootglas de homologe punten van de opname en verschuift de stukjes film tot ze precies goed liggen.
Om te verhinderen dat de stukjes film ongewild verschuiven, worden ze met klemmetjes vastgezet.
Een geavanceerde wijze van montage geschiedt met projectie. De beeldjes van de lichtbak worden over elkaar heen geprojecteerd. Door een vlinder te laten draaien, waarmee de twee beeldjes beurtelings verduisterd worden, vallen de kleinste afwijkingen direct op.
Vooral rotatiefouten moeten vermeden worden. Als er links en rechts geen hoogteverschillen zijn, zijn er meestal ook geen rotatiefouten.
Zijdelingse afwijkingen zijn toegestaan - ze zijn zelfs het wezenlijke van stereo. Er moet op gelet worden dat de zijdelingse afwijking van de homologe punten in het beeld groter is dan die van het schijnvenster (het schijnvenster is het kader van het diaraampje).
Door de noodzaak de beeldjes in de juiste stand te plaatsen, is het onvermijdelijk dat er beeldmateriaal aan de rand verloren gaat. Zelfs kan het voorkomen dat het kader in het diaraampje te groot is, zodat men zijn toevlucht tot een kleiner raampje moet nemen. Er zijn gelukkig fabrikanten die veel verschillende raampjes op de markt brengen.

## Roteren
Een goede stereofoto moet gemaakt worden met beide lenzen op dezelfde hoogte. Met andere woorden, de stereocamera moet horizontaal worden gehouden. (Het is zelfs, in tegenstelling tot monofotografie, niet mogelijk verticale foto's te maken.) In theorie is het bij stereofoto's niet mogelijk een schuine horizon recht te zetten. 

## Afwerking

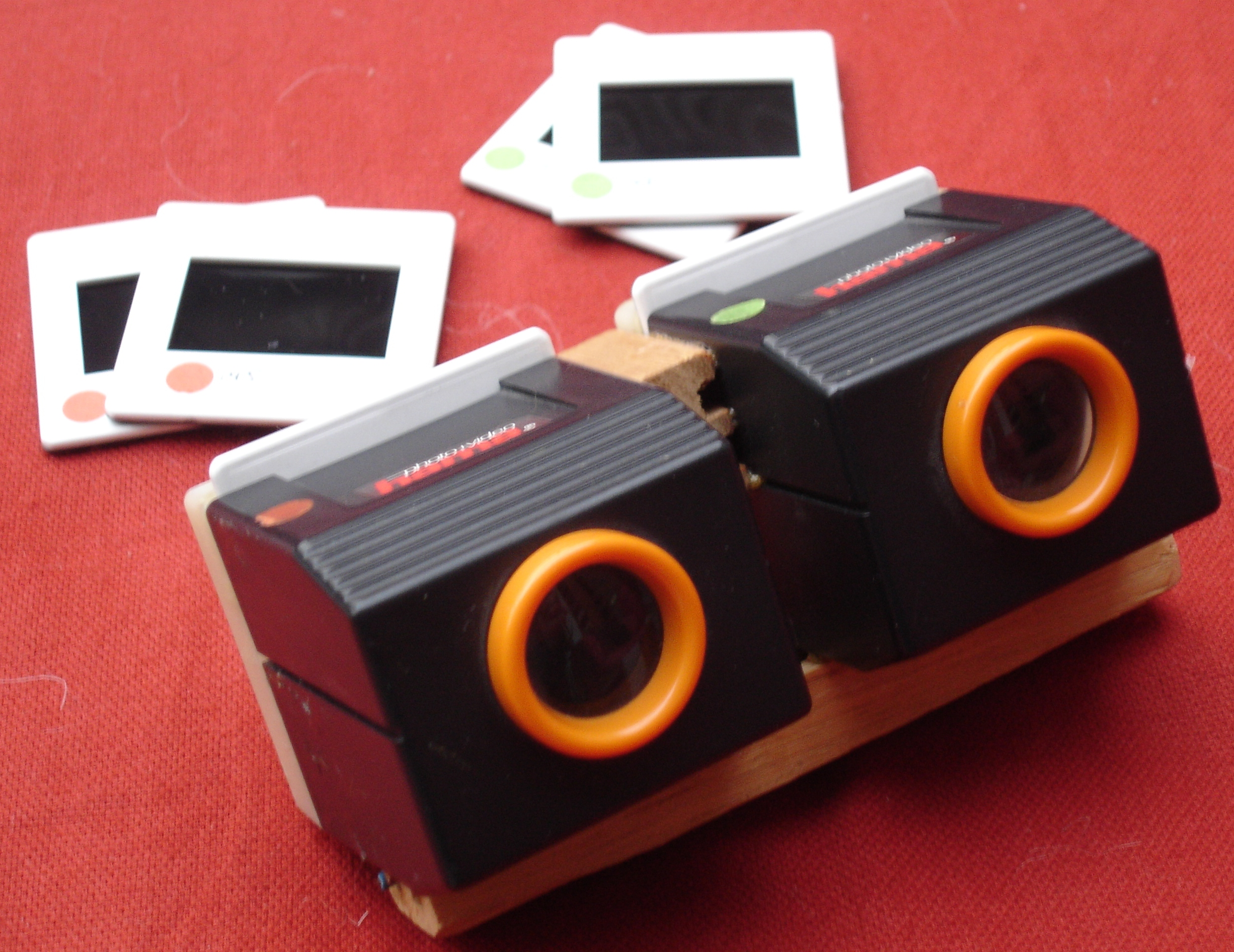
Stereodia's met standaardcodering

Liggen de stukjes film precies goed, dan worden ze met een strookje plakband vastgezet, waarna de raampjes gesloten kunnen worden.
Daarna worden de raampjes gecodeerd. De codering is gestandaardiseerd. Men legt de dia's zodat de afbeelding rechtop staat en niet in spiegelbeeld. Bij gescheiden paren zet men een rode stip linksonder op de linkerdia en een groene stip linksonder op de rechterdia. Verbonden paren krijgen een rode stip linksonder. Dia's komen altijd omgekeerd in de projector, dus bij projectie komen de stippen rechtsboven.

## Digitale stereofotografie
De komst van digitale camera's heeft deze werkwijze geheel veranderd. Er bestaan tegenwoordig computerprogramma's zoals Stereo Photo Maker en het Duitse Cosima waarmee de montage op het computerscherm geschiedt.